# David Thompson (cầu thủ bóng đá)
David Anthony Thompson (sinh ngày 12 tháng 12 năm 1977 tại Birkenhead, vùng Merseyside) là một cầu thủ bóng đá chuyên nghiệp người Anh chơi ở vị trí tiền vệ trung tâm. Thompson là cầu thủ trưởng thành từ lò đào tạo của Liverpool và bắt đầu sự nghiệp thi đấu của mình trong màu áo của Liverpool, sau đó anh chuyển sang Coventry City, đến Blackburn Rovers, tới Wigan Athletic, đầu quân cho Portsmouth và trôi dạt đến Bolton Wanderers. Hiện tại anh là huấn luyện viên cho đội Preston North End.

## Sự nghiệp
Thompson bắt đầu ra mắt khán giả vào ngày 19 tháng 8 năm 1996 trong màu áo của câu lạc bộ Liverpool, anh ra sân từ băng ghế dự bị vào phút thứ 87 trong trận đấu giữa Liverpool gặp Arsenal, trận này Liverpool thắng 2-0. Anh chơi thêm một trận nữa sau đó được cho Swindon Town mượn cho đến hết tháng 11 năm 1997. Sau đó anh được thường xuyên đá chính cho đội hình của Liverpool.
Vào mùa hè năm 2000 anh chuyển đến thi đấu cho câu lạc bộ Coventry City và trận đấu đầu tiên của anh là chiến thắng 3-1 trước câu lạc bộ Middlesbrough, tuy nhiên trong trận đấu đầu này, Thompson lại bị đuổi khỏi sân vào phút thứ 71.
Vào mùa thu năm 2002 Blackburn Rovers có được anh với giá 1,5 triệu bảng Anh £. Cũng trong năm ngày huấn luyện viên Sven-Göran Eriksson đăng ký tên anh trong danh sách đội tuyển quốc gia Anh trong trận găp Slovakia và Macedonia.
Sau đó anh lần lượt chuyển qua thi đấu cho các câu lạc bộ Wigan, Portsmouth, Bolton Wanderers